# Juvigny (Aisne)
Pour les articles homonymes, voir Juvigny.
Juvigny est une commune française située dans le département de l'Aisne, en région Hauts-de-France.

## Géographie

### Description

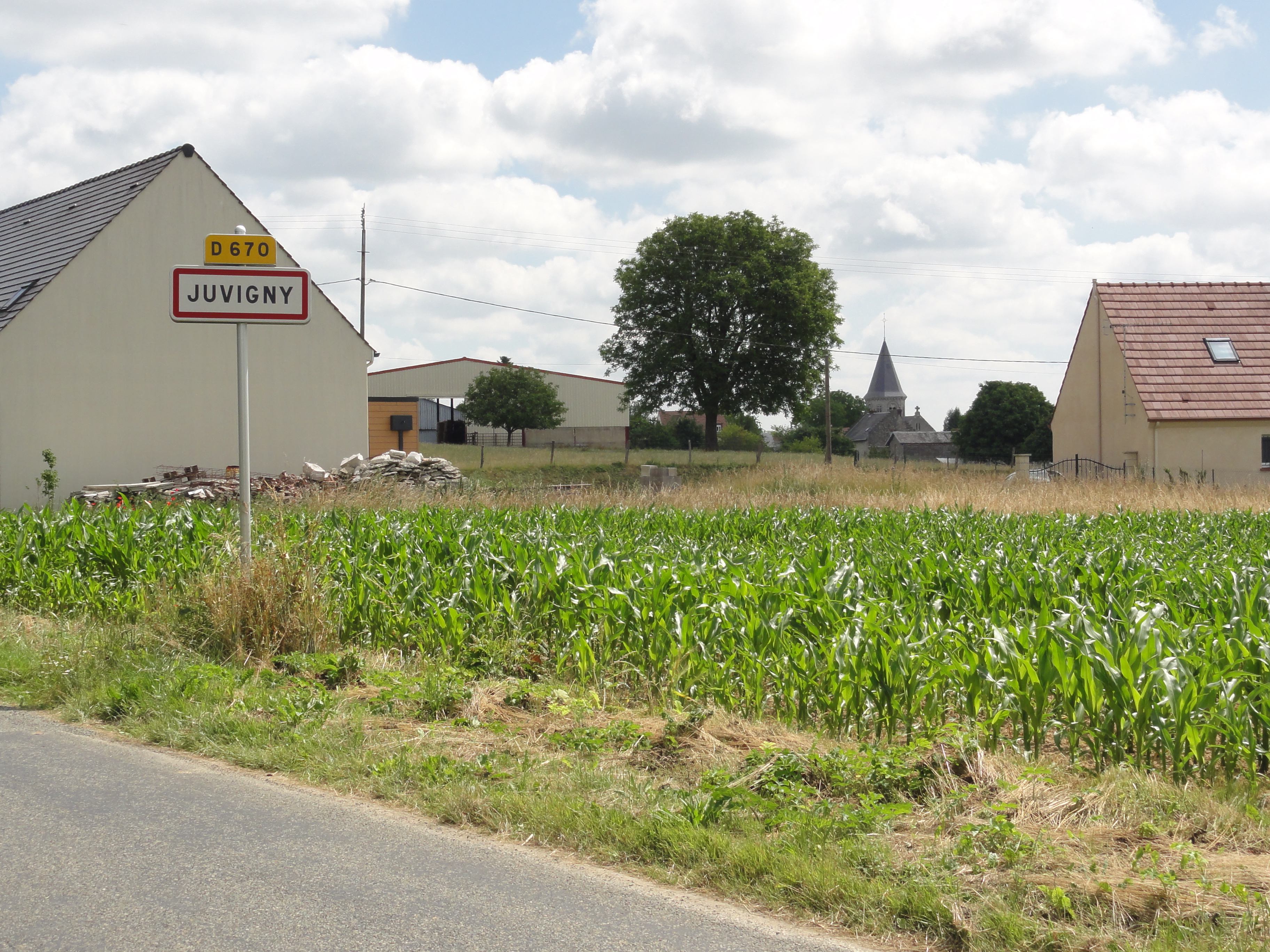

Juvigny est un village rural picard du Soissonnais situé à 8 km au nord de Soissons, 25 km au sud-ouest de Laon et 28 km au sud-est de Noyon.

### Communes limitrophes
| Bagneux   | Crécy-au-Mont | Leuilly-sous-Coucy |
| Bieuxy    | Juvigny       | Terny-Sorny        |
| Vauxrezis | Chavigny      | Leury              |

### Hydrographie
La commune est située dans le bassin Seine-Normandie. Elle est drainée par le ru d'Hozien, le ruisseau de Juvigny, le cours d'eau 01 de la Maison Blanche, le cours d'eau 01 de Pouilly, le cours d'eau 01 du Champ à la Canne et le cours d'eau 01 du Pré Vidoré,,.
Le ru d'Hozien, d'une longueur de 18 km, prend sa source dans la commune  et se jette  dans l'Aisne à Vic-sur-Aisne, après avoir traversé onze communes.
Le ruisseau de Juvigny, d'une longueur de 11 km, prend sa source dans la commune  et se jette  dans divers bras de l'Aisne à Osly-Courtil, après avoir traversé onze communes.

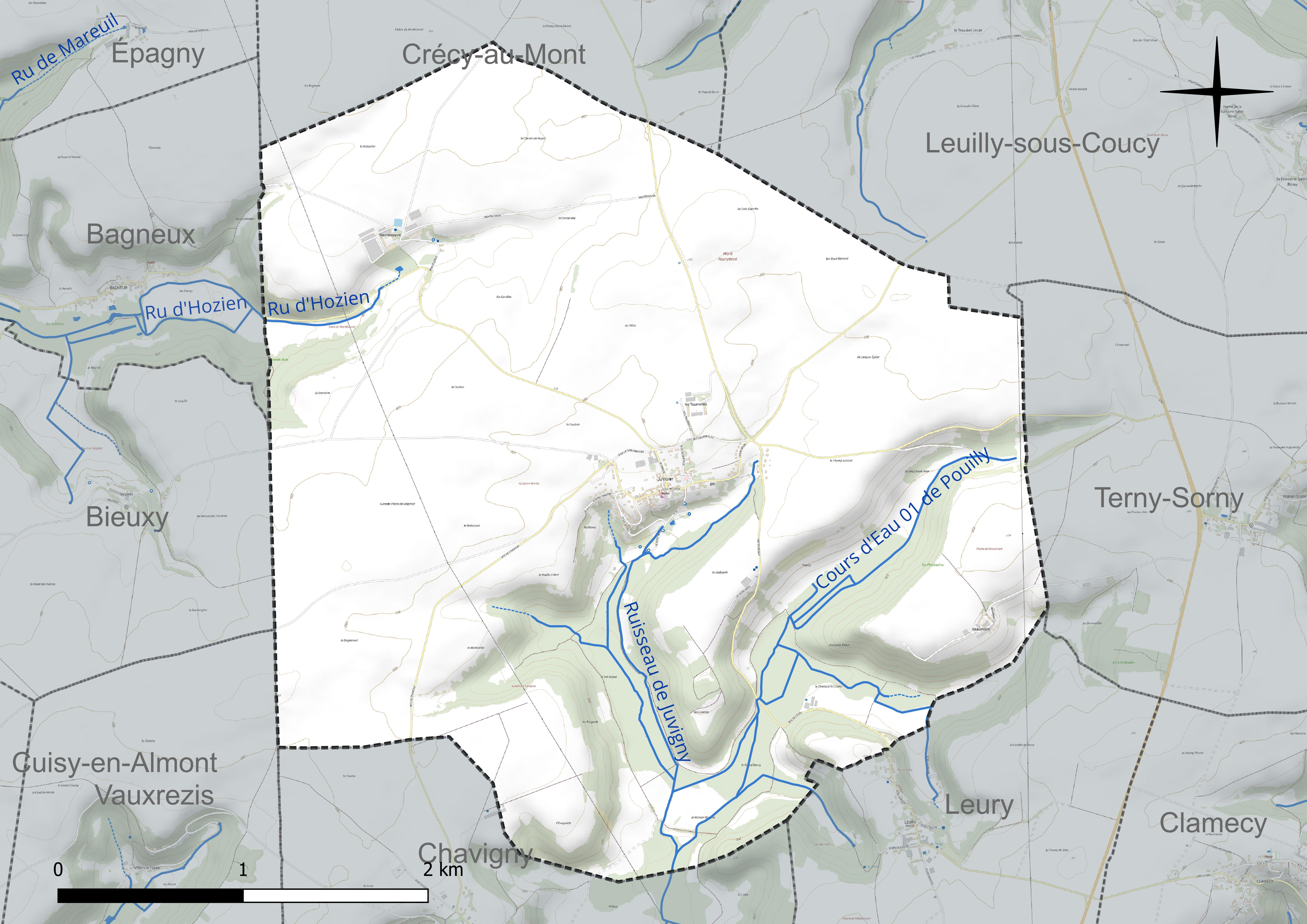
Réseau hydrographique de Juvigny.

### Climat
Pour des articles plus généraux, voir Climat des Hauts-de-France et Climat de l'Aisne.
En 2010, le climat de la commune est de type climat océanique dégradé des plaines du Centre et du Nord, selon une étude du CNRS s'appuyant sur une série de données couvrant la période 1971-2000. En 2020, Météo-France publie une typologie des climats de la France métropolitaine dans laquelle la commune est exposée à un climat océanique altéré et est dans la région climatique Nord-est du bassin Parisien, caractérisée par un ensoleillement médiocre, une pluviométrie moyenne régulièrement répartie au cours de l'année et un hiver froid (3 °C).
Pour la période 1971-2000, la température annuelle moyenne est de 10,2 °C, avec une amplitude thermique annuelle de 15 °C. Le cumul annuel moyen de précipitations est de 755 mm, avec 11,9 jours de précipitations en janvier et 9 jours en juillet. Pour la période 1991-2020, la température moyenne annuelle observée sur la station météorologique la plus proche, située sur la commune de Braine à 19 km à vol d'oiseau, est de 11,3 °C et le cumul annuel moyen de précipitations est de 662,7 mm,. Pour l'avenir, les paramètres climatiques de la commune estimés pour 2050 selon différents scénarios d'émission de gaz à effet de serre sont consultables sur un site dédié publié par Météo-France en novembre 2022.

## Urbanisme

### Typologie
Au 1er janvier 2024, Juvigny est catégorisée commune rurale à habitat dispersé, selon la nouvelle grille communale de densité à 7 niveaux définie par l'Insee en 2022.
Elle est située hors unité urbaine. Par ailleurs la commune fait partie de l'aire d'attraction de Soissons, dont elle est une commune de la couronne,. Cette aire, qui regroupe 92 communes, est catégorisée dans les aires de 50 000 à moins de 200 000 habitants,.

### Occupation des sols
L'occupation des sols de la commune, telle qu'elle ressort de la base de données européenne d'occupation biophysique des sols Corine Land Cover (CLC), est marquée par l'importance des territoires agricoles (79,7 % en 2018), en augmentation par rapport à 1990 (78,7 %). La répartition détaillée en 2018 est la suivante : 
terres arables (68,8 %), forêts (18,5 %), prairies (6,9 %), zones agricoles hétérogènes (4 %), milieux à végétation arbustive et/ou herbacée (1,9 %).
L'évolution de l'occupation des sols de la commune et de ses infrastructures peut être observée sur les différentes représentations cartographiques du territoire : la carte de Cassini (XVIIIe siècle), la carte d'état-major (1820-1866) et les cartes ou photos aériennes de l'IGN pour la période actuelle (1950 à aujourd'hui).

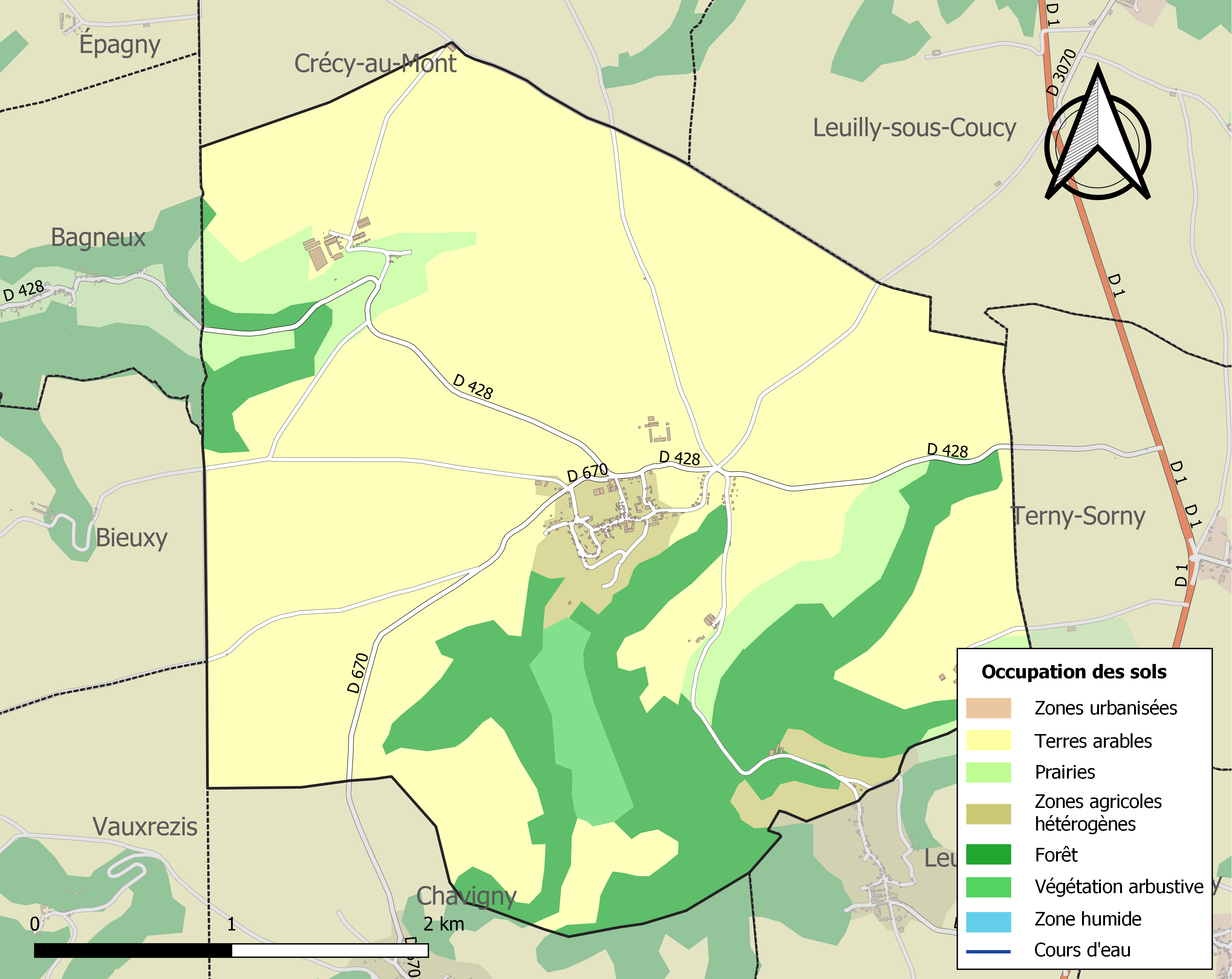
Carte de l'occupation des sols de la commune en 2018 (CLC).

## Histoire

### La Révolution
Avant la Révolution française, les moines de l'abbaye Sainte-Élisabeth de Genlis y possédaient des vignes, qui furent vendues en 1790

### XXesiècle
Le village a été desservi par la ligne  de chemin de fer secondaire Soissons - Oulchy-Brémy de la compagnie des chemins de fer départementaux de l'Aisne puis de la compagnie des chemins de fer secondaires du Nord-Est de 1907 à 1948.
Juvigny a été le siège de violents combats en mai et juin 1918 lors de l'offensive allemande en Picardie et en Champagne[réf. nécessaire].

Juvigniy pendant la Première Guerre mondiale.
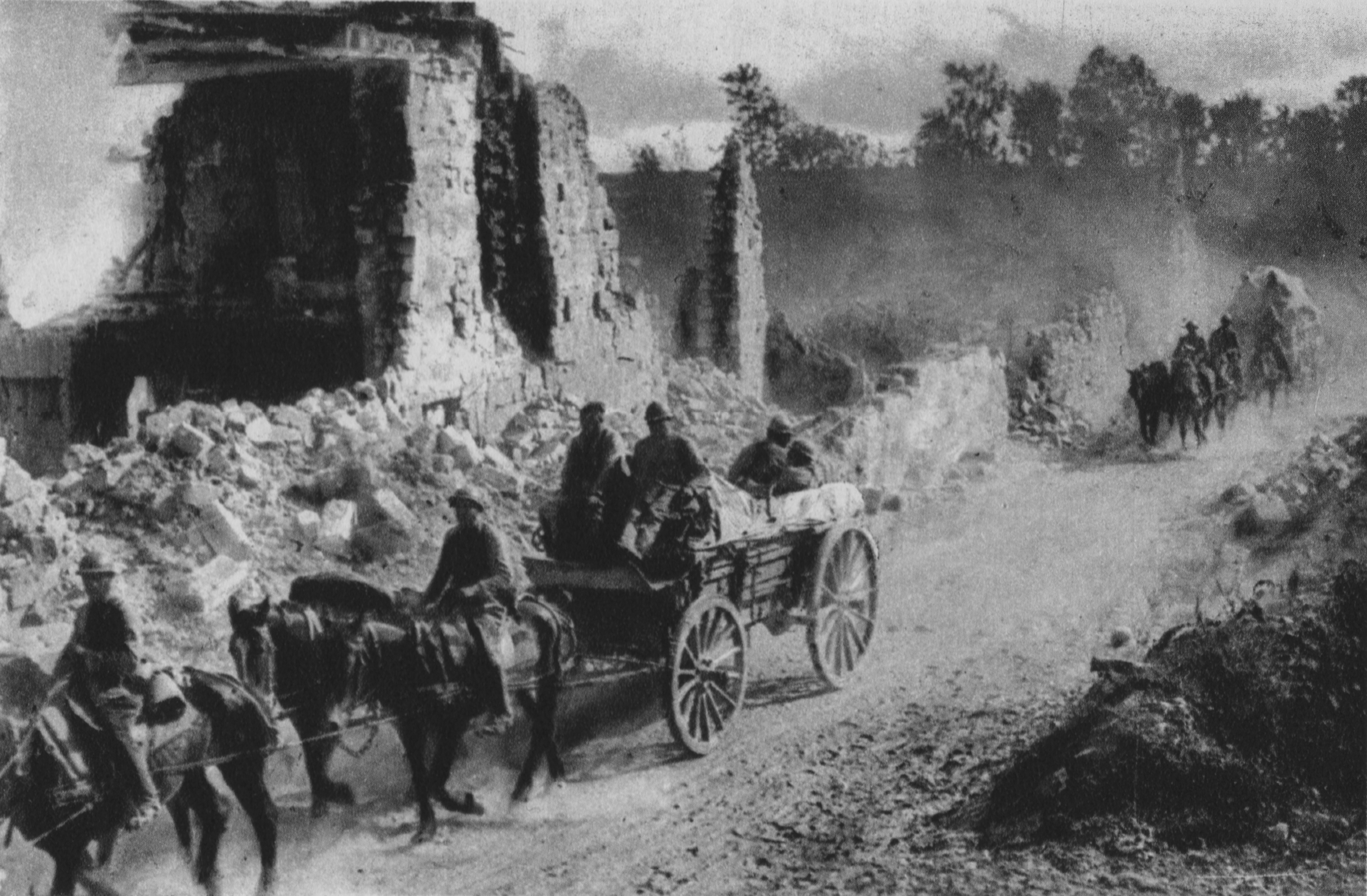
Les colonnes françaises s'engouffrent dans Juvigny (Aisne), sous le feu de l'ennemi en 1917
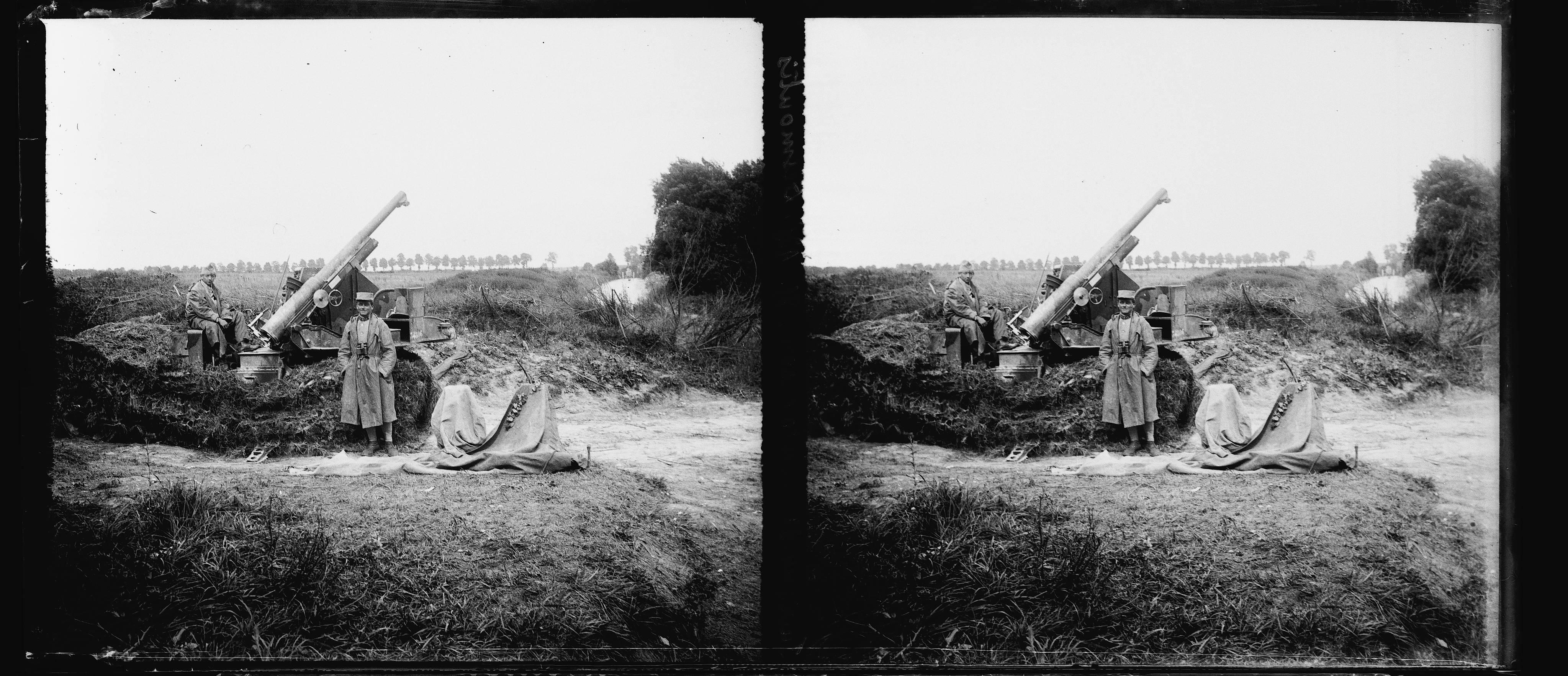
Stéréophoto d'une  auto-canon de 75 du 39e groupe en position de tir à Juvigny en 1917
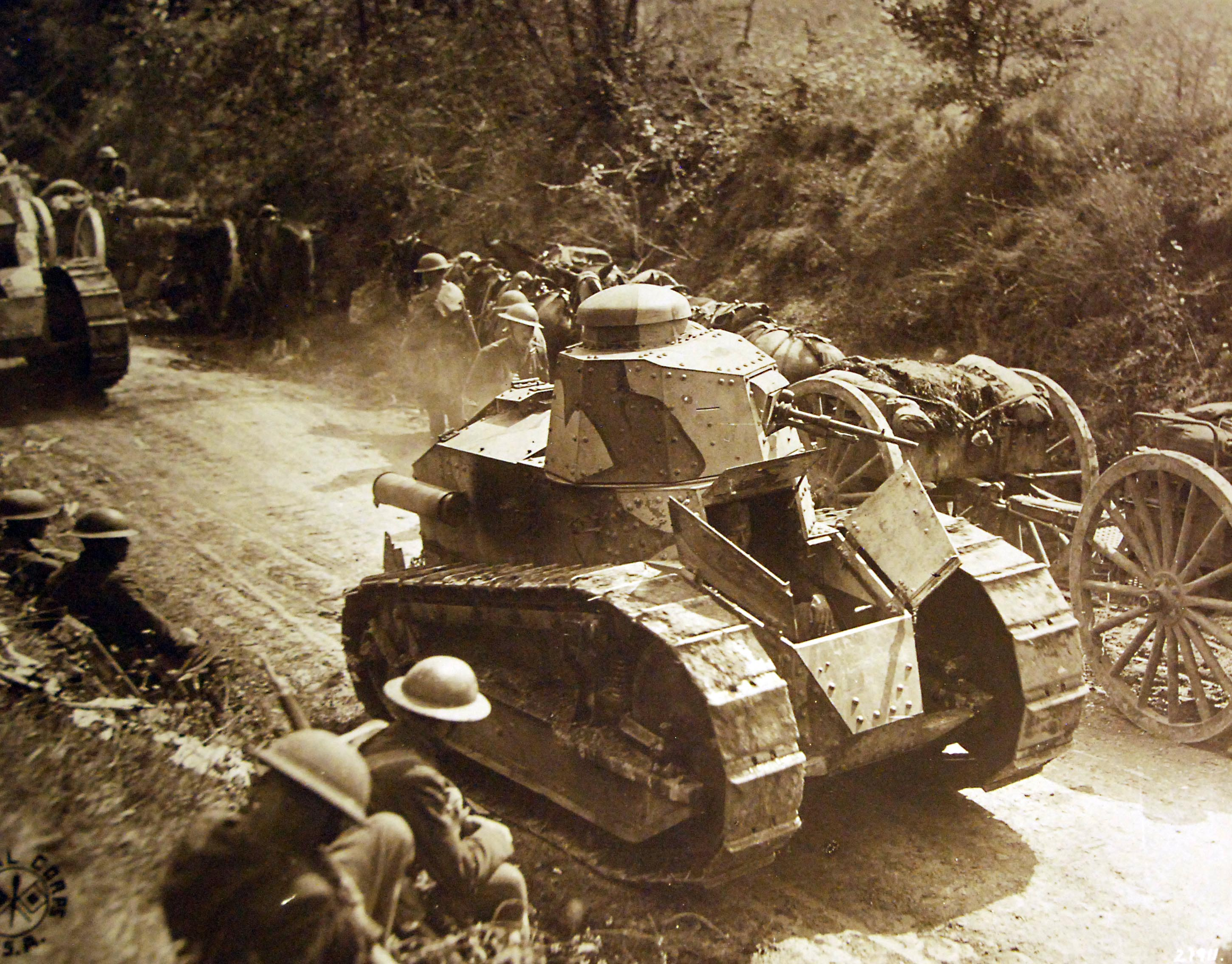
Char Renault FT à Juvigny le 29 juillet 2016

Le village est considéré comme détruit à la fin de la guerre, et a  été décoré de la Croix de guerre 1914-1918, le 21 octobre 1920.

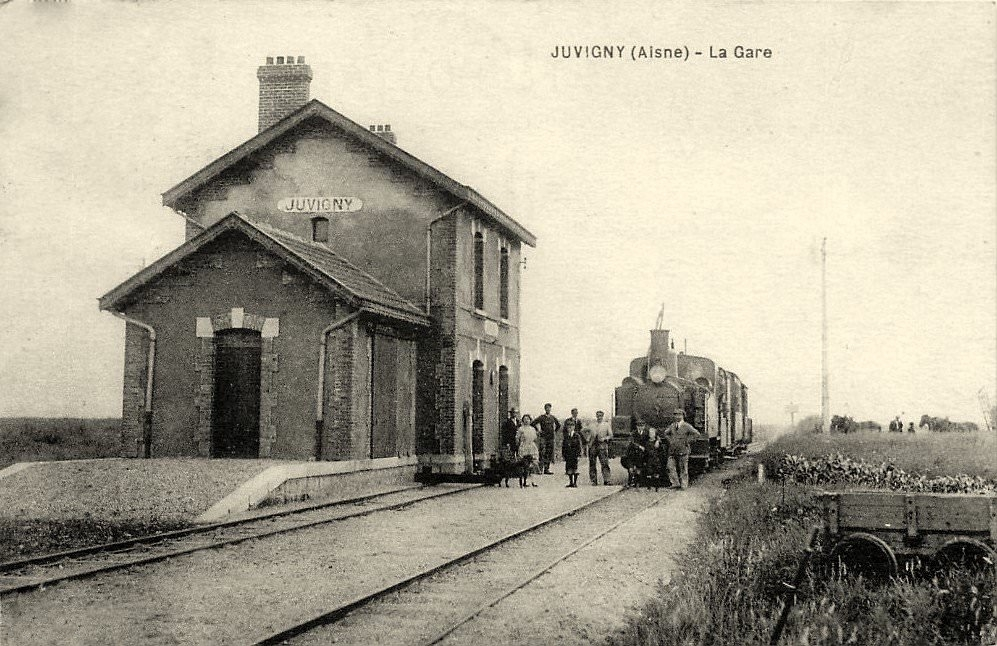
Carte postale de la gare vers 1920.

## Politique et administration

### Découpage territorial
La commune de Juvigny est membre de l'intercommunalité GrandSoissons Agglomération, un établissement public de coopération intercommunale (EPCI) à fiscalité propre créé le 29 décembre 1999 dont le siège est à Cuffies. Ce dernier est par ailleurs membre d'autres groupements intercommunaux.
Sur le plan administratif, elle est rattachée à l'arrondissement de Soissons, au département de l'Aisne et à la région Hauts-de-France. Sur le plan électoral, elle dépend du  canton de Soissons-1 pour l'élection des conseillers départementaux, depuis le redécoupage cantonal de 2014 entré en vigueur en 2015, et de la quatrième circonscription de l'Aisne  pour les élections législatives, depuis le dernier découpage électoral de 2010.

### Liste des maires
| Période                                  | Période                       | Identité              | Étiquette | Qualité |
| ---------------------------------------- | ----------------------------- | --------------------- | --------- | --- |
| Les données manquantes sont à compléter. |                               |                       |           | |
| 1925                                     | 1929                          | Prosper Batteux       |           | |
| 1929                                     | 1998                          | Louis Philipon        |           | |
| 1998                                     | mars 2008                     | Mauricette Christophe |           | |
| mars 2008                                | En cours (au 11 juillet 2020) | Patrick Dumaire       | UDI       | Retraité de la fonction publique Vice-président de la CA GrandSoissons Agglomération (2020 → ) Réélu pour le mandat 2020-2026, |

## Démographie
L'évolution du nombre d'habitants est connue à travers les recensements de la population effectués dans la commune depuis 1793. Pour les communes de moins de 10 000 habitants, une enquête de recensement portant sur toute la population est réalisée tous les cinq ans, les populations de référence des années intermédiaires étant quant à elles estimées par interpolation ou extrapolation. Pour la commune, le premier recensement exhaustif entrant dans le cadre du nouveau dispositif a été réalisé en 2004.

En 2022, la commune comptait 286 habitants, en évolution de +4,38 % par rapport à 2016 (Aisne : −1,97 %, France hors Mayotte : +2,11 %).
| 1793 | 1800 | 1806 | 1821 | 1831 | 1836 | 1841 | 1846 | 1851 |
| ---- | ---- | ---- | ---- | ---- | ---- | ---- | ---- | ---- |
| 326  | 340  | 325  | 374  | 362  | 394  | 379  | 367  | 327  |

| 1856 | 1861 | 1866 | 1872 | 1876 | 1881 | 1886 | 1891 | 1896 |
| ---- | ---- | ---- | ---- | ---- | ---- | ---- | ---- | ---- |
| 392  | 413  | 319  | 416  | 399  | 417  | 375  | 337  | 363  |

| 1901 | 1906 | 1911 | 1921 | 1926 | 1931 | 1936 | 1946 | 1954 |
| ---- | ---- | ---- | ---- | ---- | ---- | ---- | ---- | ---- |
| 364  | 379  | 368  | 234  | 296  | 352  | 321  | 344  | 323  |

| 1962 | 1968 | 1975 | 1982 | 1990 | 1999 | 2004 | 2006 | 2009 |
| ---- | ---- | ---- | ---- | ---- | ---- | ---- | ---- | ---- |
| 340  | 350  | 299  | 298  | 283  | 275  | 293  | 291  | 278  |

| 2014 | 2019 | 2022 | - | - | - | - | - | - |
| ---- | ---- | ---- | - | - | - | - | - | - |
| 286  | 284  | 286  | - | - | - | - | - | - |

## Culture locale et patrimoine

### Lieux et monuments
- Trois bornes milliaires, attestées depuis le XVIIIe siècle, ont été encore revues au bourg par M. Seymour de Ricci en 1917. Deux d'entre elles étaient dressées contre les ruines de l'ancien "bâtiment des pompes". La troisième servait de support de croix, à l'angle nord-ouest du village, à l'angle entre la rue de la sablonnière et le chemin des Tournelles. Cf. la photo de la croix de chemin au bourg ci-dessous.
- Église Saint-Juvin.
- Le monument aux morts.
- Des croix de chemin.
- Monument à la mémoire du général Pierre des Vallières (1868-1918). Ce monument a été élevé en 1962 à la mémoire du général des Vallières par ses anciens soldats des 403e RI, 407eRI, 410e RI, et  28e RAC, formant la 151e division d'infanterie, à l'endroit où fut tué le général le 28 mai 1918, alors qu'il inspectait la ligne de front où combattait la division. Ce monument se situe au croisement des routes de Crécy-au-Mont et Leury[32].
- Le château de Juvigny.

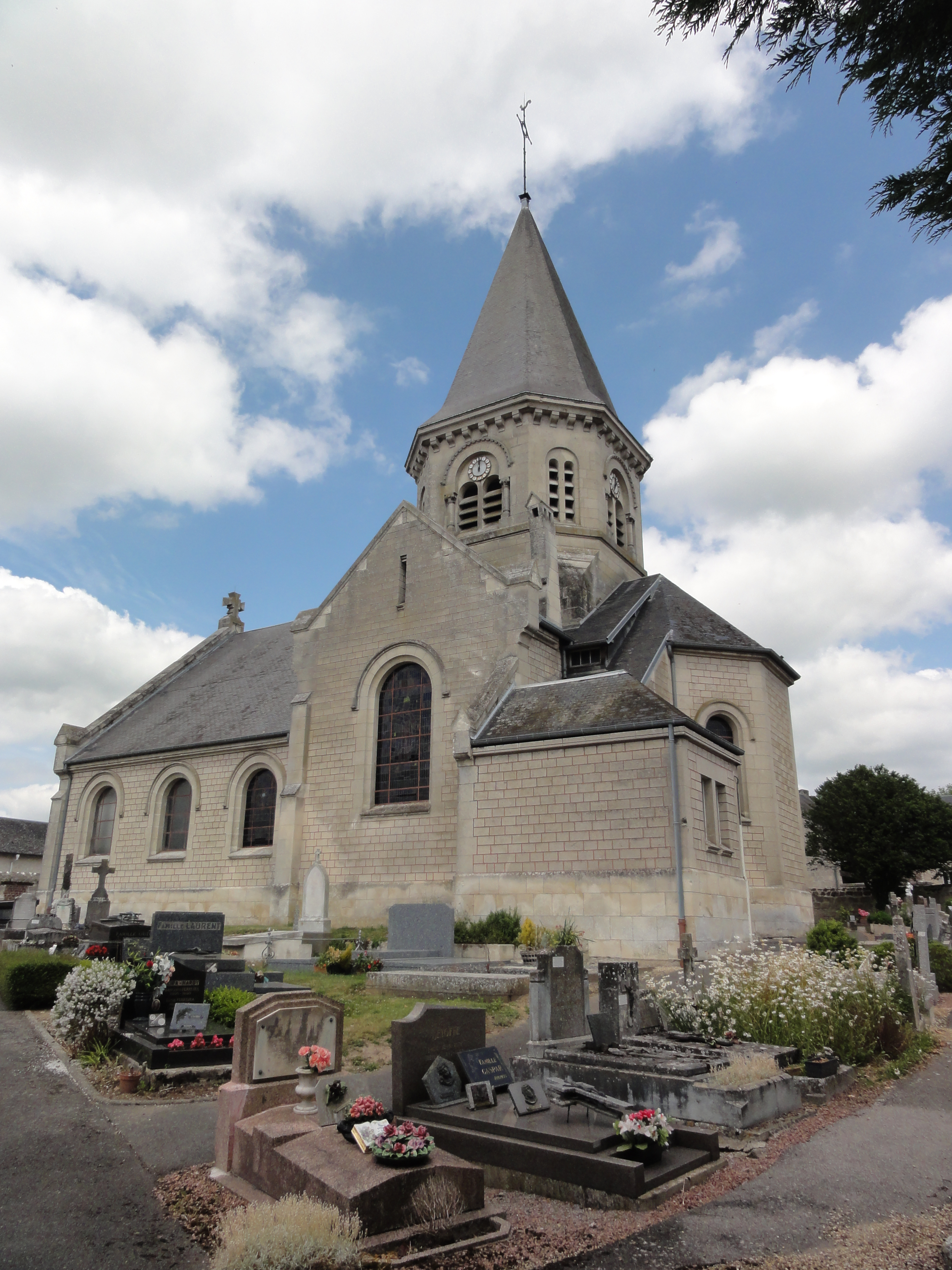
Église Saint-Juvin.
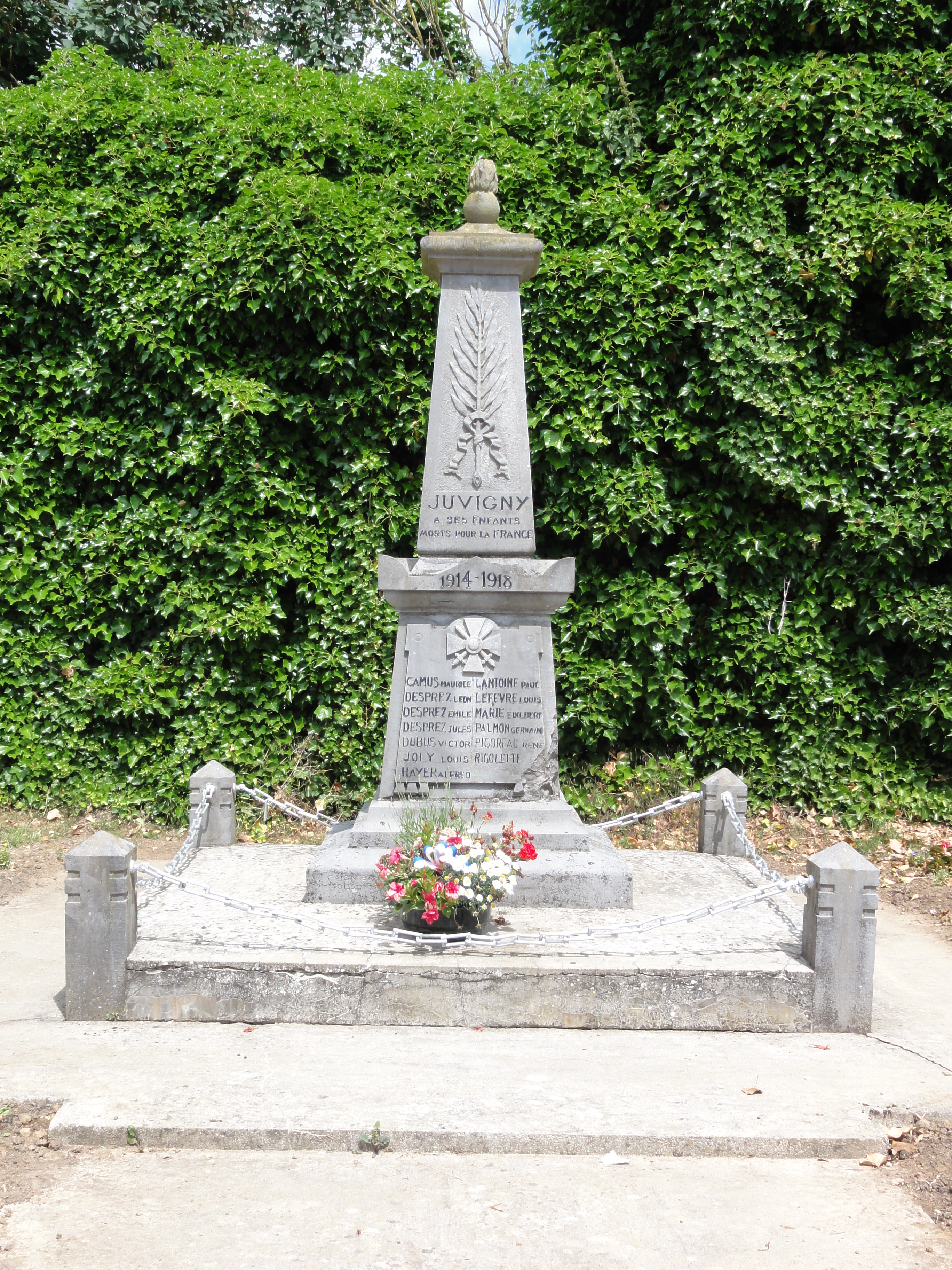
Le monument aux morts.
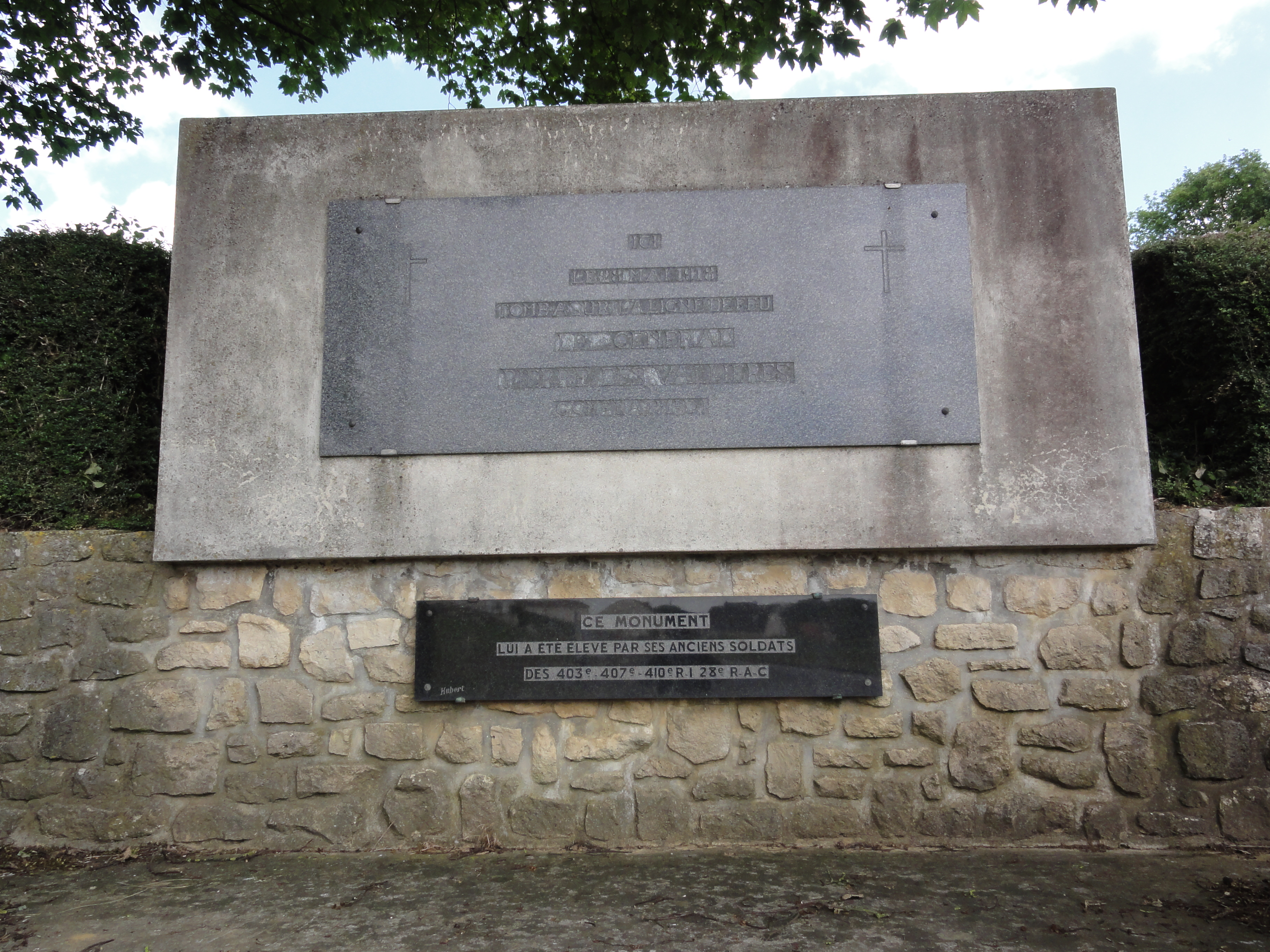
Le monument Général Pierre des Vallières.
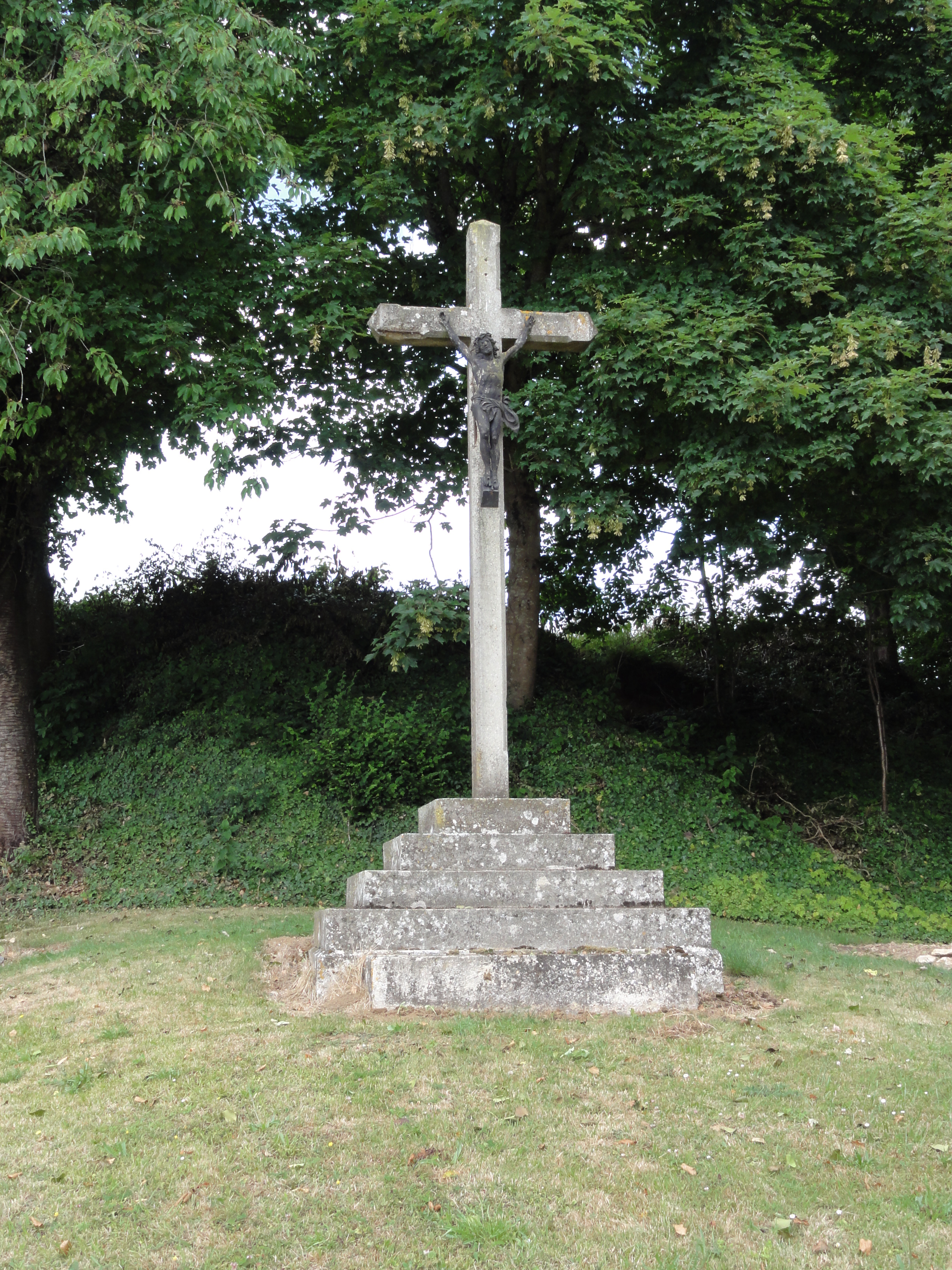
Croix de chemin près le monument du général.
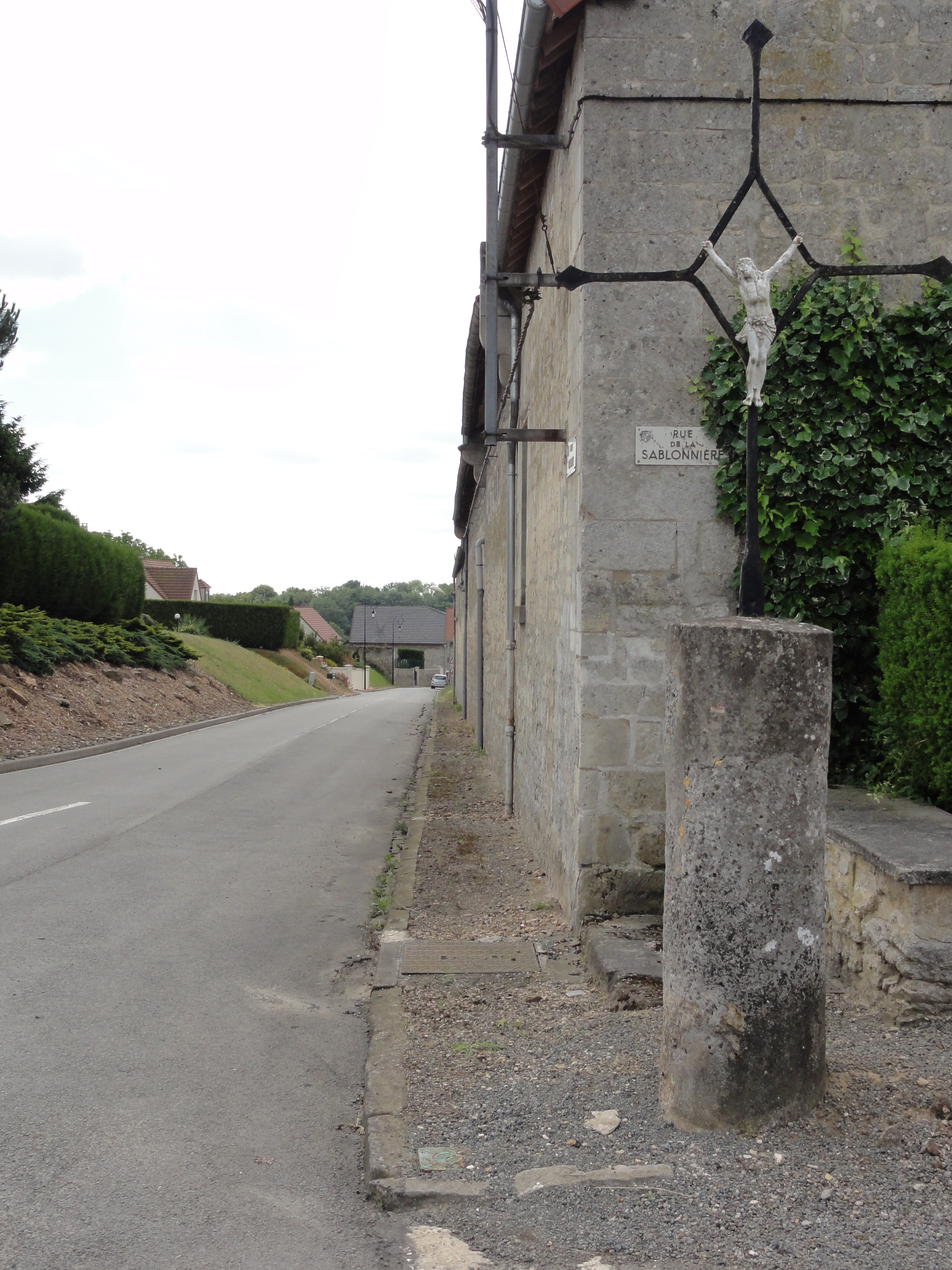
Croix de chemin au bourg.

### Personnalités liées à la commune
- Louis Philipon serait le maire ayant été en fonctions à l'âge le plus avancé (98 ans)[33], et ayant eu le deuxième plus long mandat (69 ans), après celui d'André Cornu, maire de Bazolles.
- Henri Binet (1869-1936), cardinal français, archevêque de Besançon, né à Juvigny.